# Indice di felicità del pianeta

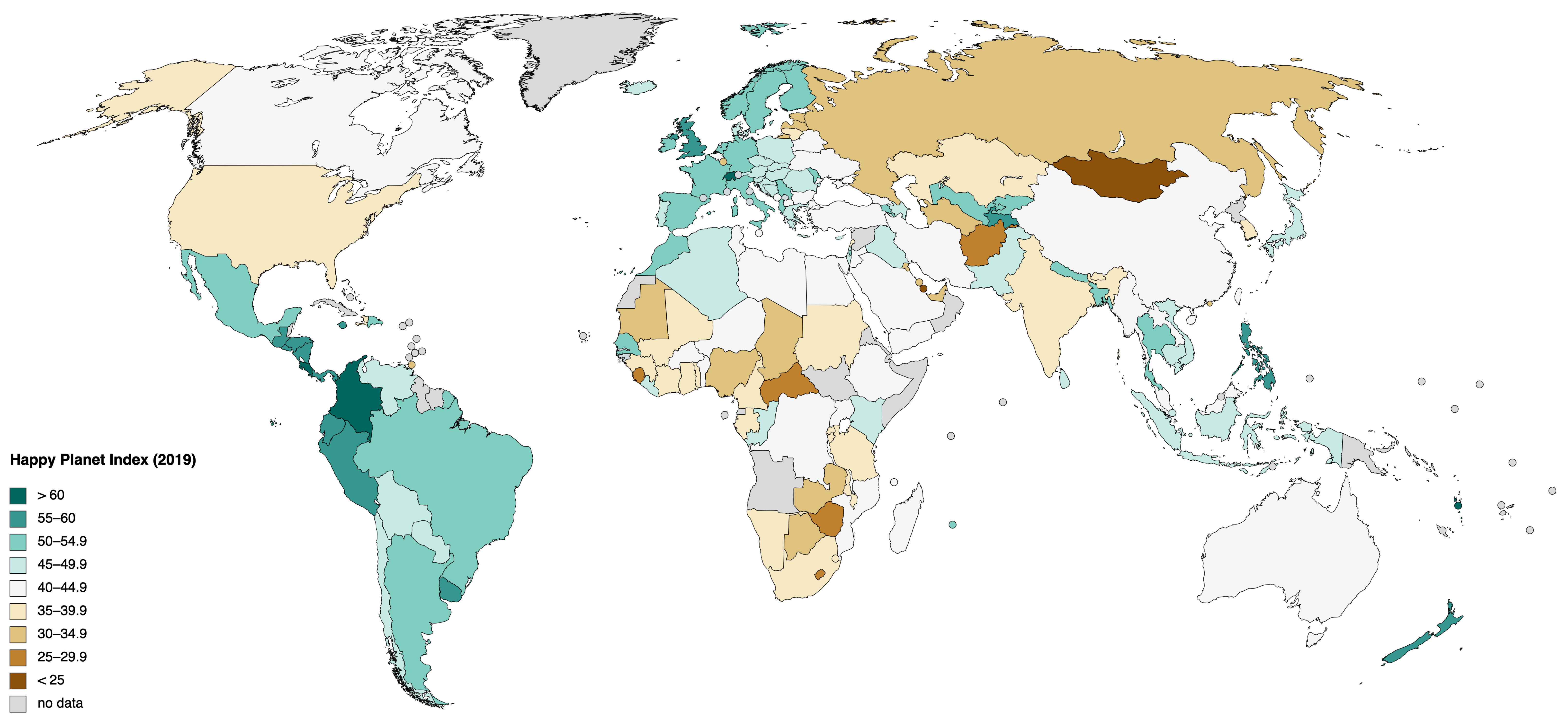
La mappa mostra l'indice di felicità del pianeta del 2006 per i vari paesi del mondo. Il valore più alto corrisponde al verde scuro, il più basso al marrone.

L'indice di felicità del pianeta (IFP) (in inglese, Happy planet index) è una misura del benessere e dell'efficienza ambientale di una nazione, introdotto dalla New Economics Foundation (NEF) nel luglio 2006. Questo indice considera l'aspettativa di vita, la soddisfazione della vita soggettiva e una misura dei costi ambientali per considerare anche la sostenibilità globale, ed è ponderato per dare punteggi progressivamente più alti alle nazioni con impronta ecologica inferiore.
L'indice è progettato come alternativa agli indici consolidati dello sviluppo dei paesi, come il prodotto interno lordo (PIL) e l'indice di sviluppo umano (ISU), i quali non sono progettati per tenere conto della sostenibilità ambientale. In particolare, il PIL è considerato inappropriato dai proponenti di questo indice, poiché si suppone che l'obiettivo finale della maggior parte delle persone non sia l'arricchimento, ma l'essere felici e in salute. Inoltre, si ritiene che la nozione di sviluppo sostenibile richieda una misura dei costi ambientali per perseguire tali obiettivi.
Nel 2016, su 140 paesi, la Costa Rica ha ottenuto l'indice più alto per la terza volta consecutiva, seguita da Messico, Colombia, Vanuatu e Vietnam.

## Metodologia
L'IFP si basa su principi utilitaristici generali: la maggior parte delle persone vuole vivere una vita lunga e soddisfacente, e il paese che sta facendo meglio è quello che consente questo ai suoi cittadini, evitando al contempo di violare le opportunità delle persone in altri paesi per fare lo stesso. L'IFP rende operativa la richiesta della IUCN (Unione internazionale per la conservazione della natura) di un indice in grado di misurare "la produzione di benessere umano (non necessariamente beni materiali) per unità di estrazione o imposizione sulla natura". La IUCN è un'organizzazione internazionale che opera nel campo della conservazione della natura e dell'uso sostenibile delle risorse naturali.
Il benessere umano è, nel caso dell'IFP, concettualizzato come aspettativa di vita felice. L'estrazione o l'imposizione sulla natura viene valutata utilizzando l'impronta ecologica pro capite, che tenta di stimare la quantità di risorse naturali necessarie per sostenere lo stile di vita di un determinato paese. Un paese con una grande impronta ecologica pro capite utilizza più della sua giusta quota di risorse, sia attingendo risorse da altri paesi, sia causando danni permanenti al pianeta che influenzeranno le generazioni future.
Come tale, l'IFP non è una misura di quali sono i paesi più felici del mondo. L'IFP è meglio concepito come una misura dell'efficienza ambientale del sostegno al benessere in un determinato paese. Tale efficienza potrebbe emergere in un paese con un impatto ambientale medio (ad esempio Costa Rica) e un benessere molto elevato, ma potrebbe anche emergere in un paese con un benessere basso, ma con un impatto ambientale minimo (ad esempio il Vietnam).
Il valore IFP di ogni paese è una funzione della sua soddisfazione di vita soggettiva media, dell'aspettativa di vita alla nascita e dell'impronta ecologica pro capite. La funzione esatta è un po' più complessa, ma concettualmente si avvicina a ciò che si ottiene moltiplicando la soddisfazione e l'aspettativa di vita e dividendola per l'impronta ecologica.

## Critiche
Molte critiche all'indice sono state sollevate da chi ha erroneamente inteso che si trattava di una misura della felicità personale, quando in realtà l'IFP è una misura della "felicità" del pianeta. In altre parole, è una misura dell'efficienza ecologica del sostegno al benessere.
A parte ciò, le critiche si sono concentrate su quanto segue:
- Il World Values Survey copre solo una minoranza delle nazioni del mondo e viene eseguito solo ogni cinque anni. Di conseguenza, gran parte dei dati per l'indice devono provenire da altre fonti o sono stimati utilizzando regressioni.
- Le misure soggettive di benessere sono sospette[9].
- L'impronta ecologica è un concetto controverso e molto criticato[10].

L'indice è stato criticato per aver accentuato troppo l'impronta carbonica, al punto che gli Stati Uniti avrebbero dovuto essere universalmente felici e avrebbero dovuto avere un'aspettativa di vita di 439 anni per eguagliare il punteggio di Vanuatu nell'indice del 2006.
Tuttavia, l'HPI e i suoi componenti sono stati presi in considerazione nell'ambiente politico. Il concetto di impronta ecologica, sostenuto dal WWF, è ampiamente utilizzata sia dai governi locali e nazionali, sia da organizzazioni sovranazionali come la Commissione europea. L'IFP stesso è stato citato nel 2007, dal Partito conservatore britannico come possibile sostituto del PIL . Una revisione del 2007 degli indicatori di progresso prodotta dal Parlamento europeo elenca i seguenti pro e contro all'uso dell'HPI come misura dei progressi nazionali:
Pro:
- considera gli effettivi "fini" dell'attività economica sotto forma di soddisfazione della vita e longevità.
- combina benessere e aspetti ambientali.
- schema semplice e facilmente comprensibile per il calcolo dell'indice.
- comparabilità dei risultati ("EF" e "aspettativa di vita" possono essere applicati a paesi diversi).
- dati disponibili online, anche se permangono alcune lacune nei dati.
- miscela di criteri "soft" e "hard"; tiene conto del benessere delle persone e dell'uso delle risorse dei paesi.

Contro:
- "Felicità" o "soddisfazione di vita" sono concetti molto soggettivi e personali: esistono influenze culturali e un impatto complesso delle politiche sulla felicità.
- confusione nel nome: l'indice non è una misura della felicità, ma piuttosto una misura dell'efficienza ambientale di sostegno al benessere in un determinato paese.